# Łabędnik Mały
Łabędnik Mały [waˈbɛndɲik ˈmawɨ] (tiếng Đức: Klein Schwansfeld) là một ngôi làng thuộc khu hành chính của Gmina Bartoszyce, thuộc huyện Bartoszycki, Warmińsko-Mazurskie, ở phía bắc Ba Lan, gần biên giới với tỉnh Kaliningrad của Nga.
Trước năm 1945, khu vực này là một phần của Đức (Đông Phổ).